# Tassadia guianensis
Tassadia guianensis är en oleanderväxtart som beskrevs av Joseph Decaisne. Tassadia guianensis ingår i släktet Tassadia och familjen oleanderväxter. Inga underarter finns listade i Catalogue of Life.